# Журавлёв, Геннадий Кириллович
Генна́дий Кири́ллович Журавлёв (1924—1999) — советский государственный, хозяйственный и партийный деятель, дипломат.

## Биография
Родился в 1924 году в селе Репотино (ныне — в городском округе Шаховская Московской области). Член КПСС с 1947 года.
С 1947 года — на хозяйственной, общественной и партийной работе. 
С 1947 года:
- ответственный работник системы Министерства внешней торговли СССР,
- начальник отдела Главного таможенного управления,
- первый секретарь аппарата торгового советника при посольстве СССР в США,
- ответственный работник аппарата ЦК КПСС,
- советник Посольства СССР в ОАР,
- начальник управления в Министерстве внешней торговли СССР,
- заместитель, первый заместитель министра внешней торговли СССР[2].

С 14 августа 1986 по 7 августа 1990 года — чрезвычайный и полномочный посол СССР в Арабской Республике Египет.
Умер в 1999 году.